# Saxi-Bourdon
Saxi-Bourdon är en kommun i departementet Nièvre i regionen Bourgogne-Franche-Comté i de centrala delarna av Frankrike. Kommunen ligger i kantonen Saint-Saulge som tillhör arrondissementet Nevers. År 2022 hade Saxi-Bourdon 270 invånare.

## Befolkningsutveckling
Antalet invånare i kommunen Saxi-Bourdon
| Referens: INSEE |